# Stromatopelma calceatum griseipes
Stromatopelma calceatum là một phân loài nhện trong họ Theraphosidae.
Loài này thuộc chi Stromatopelma. Stromatopelma calceatum griseipes được Mary Agard Pocock miêu tả năm 1897.